# Cypryśnik meksykański

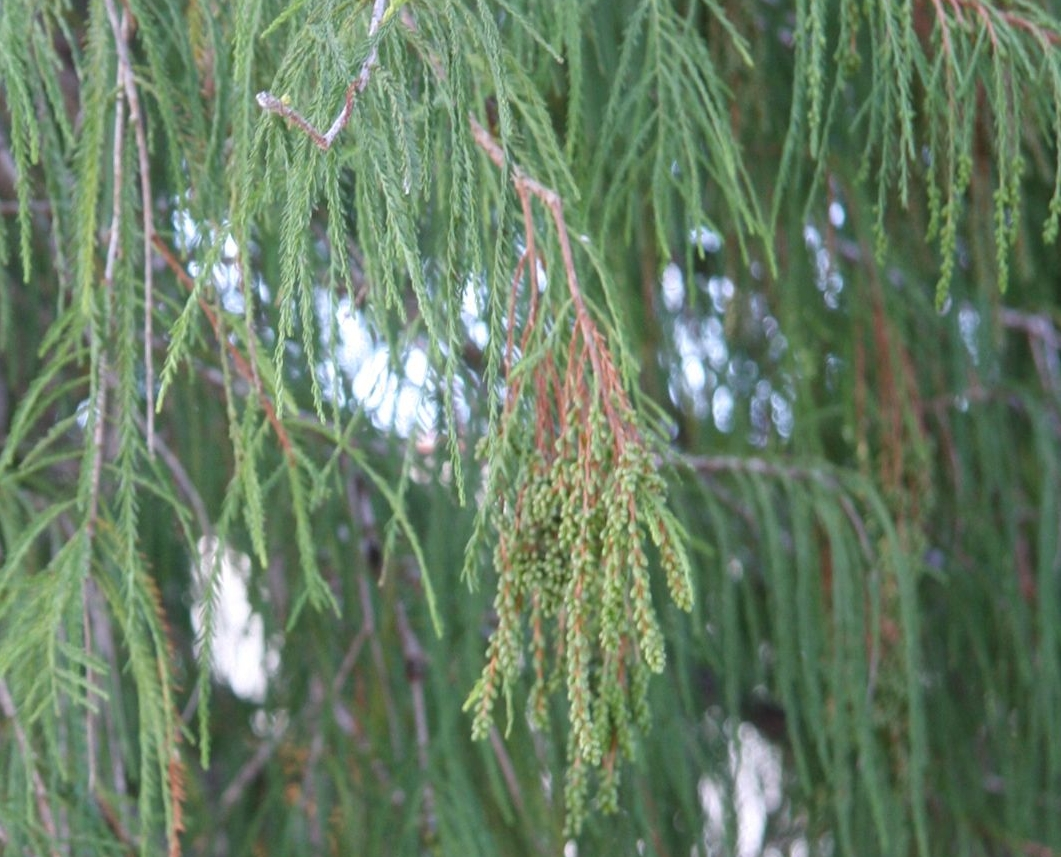
Pokryte igłami końce pędów

Cypryśnik meksykański, Drzewo Montezumy (Taxodium mucronatum) – gatunek drzew należących do rodziny cyprysowatych. Występuje w stanie dzikim w chłodniejszych rejonach Meksyku, w Gwatemali i na południu Stanów Zjednoczonych w Teksasie, w dolinie rzeki Rio Grande. Gatunek znajduje się na czerwonej liście gatunków zagrożonych.

## Morfologia
PokrójDrzewo długowieczne, zwykle osiąga około 30 m wysokości, choć w ojczyźnie nawet 50 m.
PieńKora ma barwę szarobrązową o włóknistej fakturze. Pień jest często rozszerzony u nasady, czasem składa się z wielu pni, zwykle ma 1–3 metrów średnicy, choć zdarza się też znacznie więcej. W miejscowości Santa Maria del Tule, w stanie Oaxaca, w Meksyku rośnie drzewo tego gatunku (tzw. drzewo z Tule) o najgrubszym pniu na świecie, według niektórych opinii także drzewo o największej objętości. Średnica pnia tego okazu wynosi 14,05 m, wysokość drzewa 41,85 m, objętość korony 816,8 m³, a szacunkowa masa 637 ton. Według opisu znajdującego się pod drzewem ma ono ponad 2000 lat, lecz szacunki naukowe wskazują na wiek pomiędzy 1433 a 1600 lat.
KorzeńW przeciwieństwie do cypryśnika błotnego nie wytwarza korzeni oddechowych (pneumatoforów).
LiścieIgły mają trwałość od 1–3 lat, osiągają długość 1–2 cm i szerokość 1–2 mm. Ułożone są spiralnie, zakrzywione u podstawy układają się w dwa poziome rzędy.
KwiatyMęskie zebrane w długie wiechy, żeńskie są pojedyncze, siedzące. Szyszki są owalne 1,5–2 cm długości i 1–2 cm szerokości. Kwitnie od marca do kwietnia.

## Zastosowanie
Ze względu na wytrzymałość na długotrwałe okresy suszy sadzi się je w krajach o ciepłym i suchym kimacie, np. na południu Europy. Z powodu wrażliwości na niskie temperatury nie rośnie w Polsce (strefy mrozoodporności 8-10). 

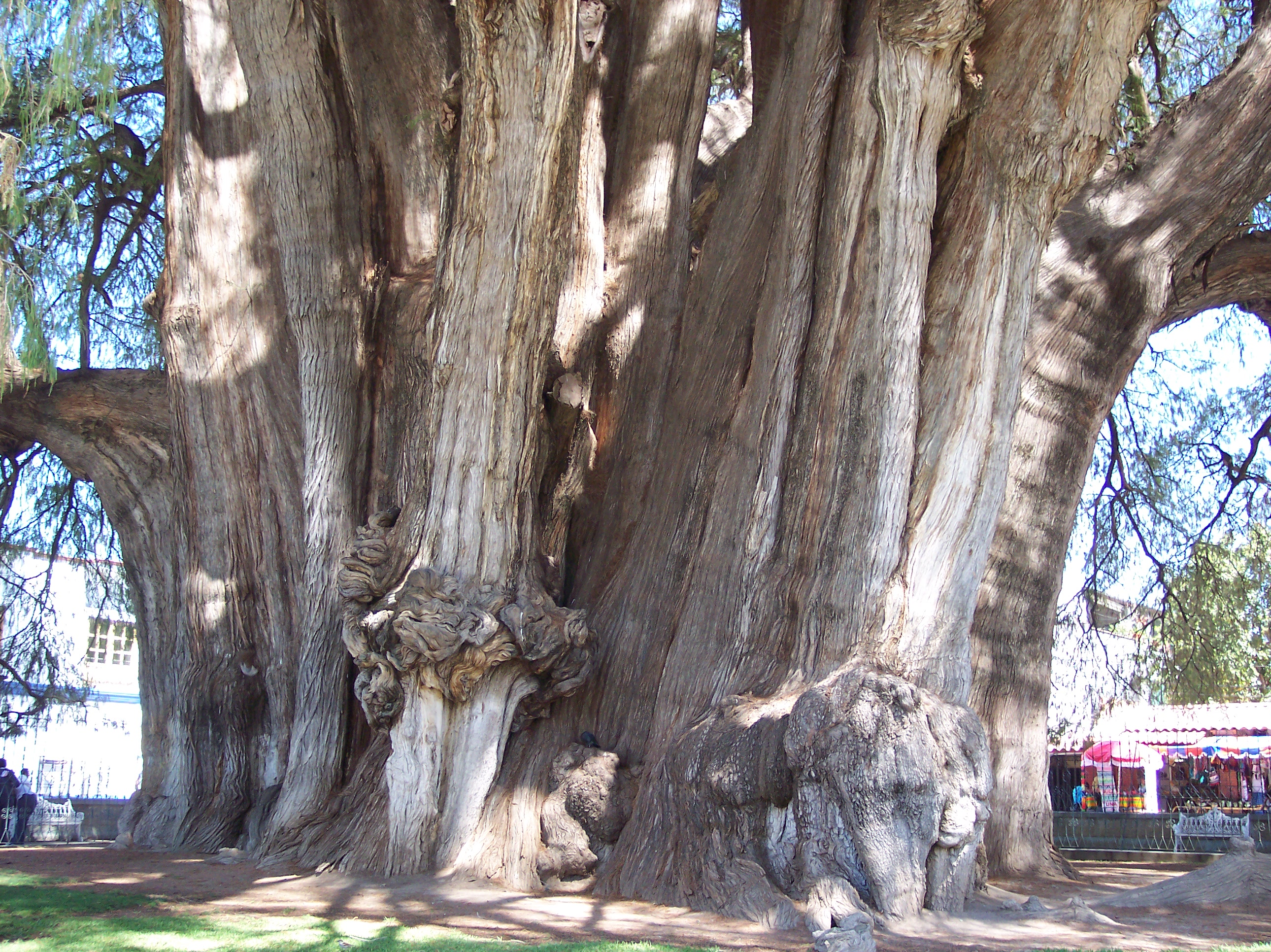
Pień słynnego cypryśnika meksykańskiego rosnącego w Santa María del Tule w stanie Oaxaca w Meksyku